# MUSES-C Regio
La MUSES-C Regio è una struttura geologica della superficie di 25143 Itokawa.